# Danilo Zavoli
Danilo Zavoli (Rimini, 1º aprile 1973) è un ex nuotatore sammarinese.

## Biografia
Nato a Rimini nel 1973, a 19 anni ha partecipato ai Giochi olimpici di Barcellona 1992, in due gare, uscendo in batteria in entrambe. Nei 100 m rana ha chiuso con il 50º tempo, 1'09"65, nei 200 rana con il 47º, 2'34"87.
Detiene il record nazionale sammarinese nella staffetta 4x100 m misti, ottenuto nel 2001 ai Giochi dei piccoli stati d'Europa casalinghi, con il tempo di 4'02"78 insieme a Marco Cesarini, Diego Mularoni ed Emanuele Nicolini.